# Jardín botánico de la municipalidad de Córdoba
El Jardín Botánico de la Municipalidad de Córdoba es un jardín botánico de unas seis hectáreas de extensión, ubicado en la ciudad Argentina de Córdoba.
Se encuentra incluido en la RAJB (Red Argentina de Jardines Botánicos) y recientemente se ha adscripto al Programa Internacional de Conservación en Jardines Botánicos, del BGCI (con sede en Londres).
El código de identificación del Jardín Botánico de la Municipalidad de Córdoba como miembro del "Botanic Gardens Conservation International" (BGCI), así como las siglas de su herbario es CBA.

## Localización
Jardín Botánico de la Municipalidad de Córdoba, Yunyent 5491, Barrio Quebrada de las Rosas, Córdoba 5000 provincia de Córdoba, Argentina
Planos y vistas satelitales: 31°23′11″S 64°14′59″O / -31.38639, -64.24972
- Promedio anual de lluvias: 700 mm
- Altitud: 360.00 m s. n. m.

## Historia
El Jardín Botánico de la Municipalidad de Córdoba fue creado en 1997 con una extensión inicial de 3 hectáreas y con la misión de integrarse a la sociedad como gestor de estrategias educativas, de investigación y conservación de los recursos naturales locales.
Entre los años 1997 y 1999 se comenzó con la construcción del edificio principal el cual alberga el área administrativa, de educación y mantenimiento del Botánico. El proyecto fue diseñado por Mónica Bertolino y Carlos Barrado.
Conjuntamente se llevaron a cabo la construcción del Paseo de la Selva Subtropical junto a la Sala Educativa o de los Niños y Acuario. Ambos proyectos surgieron desde la Dirección de Espacios Verdes de la Municipalidad de Córdoba.
En una segunda etapa, que comenzó en el año 2000 y finalizó en 2003, se ejecutaron las primeras colecciones de plantas, con la realización de los siguientes sectores organizados en Paseos.
Por último, el 23 de mayo de 2005 se amplió su extensión del Jardín Botánico llegando así a un total de 6 hectáreas. En donde se incorporó la Sala de Usos Múltiples (SUM) y las colecciones de plantas.
El Jardín Botánico de Córdoba es el mejor lugar para conocer más sobre la diversidad vegetal, comprender la importancia de su cuidado y preservación disfrutando uno de los mejores escenarios de conservación.

## Paseos
Entre sus colecciones merecen ser destacadas :
- Paseo de los Árboles Urbanos, en el que se incluyen ejemplares utilizados para el arbolado de parques, plazas y otros espacios verdes públicos y privados. Con árboles como el ciprés piramidal, libocedro, Álamo boleana, casuarina, diversas especies de eucaliptus, árboles y arbustos caducifolios y perennifolios.
- Paseo de la Rocalla, colecciones de plantas que crecen entre rocas, con cuatro zonas con estilos diferentes: 
  - Palustre, atravesada por un arroyo y especies adaptadas a ambientes acuáticos.
  - Rocalla típica con especies enanas y rastreras.
  - Rocalla de ambiente seco, con un cauce de arroyo seco y especies xerófilas.
  - Coníferas de variedades enanas y rastreras.
- Paseo de las plantas aromáticas, medicinales y de condimento, en los tres canteros centrales están representadas las variedades de plantas aromáticas, medicinales y de condimento. Al costado del camino con macizos vegetales conformados por variedades herbáceas, arbustivas y arbóreas de plantas aprovechadas por sus aromas para uso medicinal o gastronómico.
- El Paseo de las Pasturas, al entrar encontramos macizos de pastos agrupados según las 5 subfamilias botánicas. A continuación y a ambos lados del camino, los pastos domesticados con fines productivos -cereales, gramíneas forrajeras y distintos tipos de césped-. También se incluyen hierbas de pastos nativas y exóticas. Las nativas acompañadas de especies de arbustos y árboles propias de la pampa de Córdoba y las exóticas se agrupan conformando macizos destacando los atributos ornamentales.

Estos paseos se integran en el Mirador del Arroyo que se incorpora a la orilla del arroyo Infiernillo afluente del río Suquía (también conocido como río Primero) en el límite sur del Botánico. Aquí se encuentra una pérgola con plantas trepadoras, en unos 10 metros de longitud, en el cual se incorporan variedades perennes y caducifolias que alternan floración otoño-invernal y primaveral-estival. Dichas variedades se encuentran adaptadas al clima local y se utilizan habitualmente en los jardines de la ciudad, como la santa Rita, clarín de guerra, madreselva, jazmín de leche y glicina. 
- Invernadero El Infiernillo, un invernadero que posibilita la producción de especies nativas.

## Investigación
En la actualidad se realizan trabajos de investigación en los ámbitos de :
- Realización de proyectos conjuntamente con otras instituciones a fin de contribuir a la conservación de la flora.
- Cultivo In Vitro, para obtener plántulas de plantas en peligro o amenazadas.
- Biología molecular, con la aplicación de marcadores moleculares en la resolución de problemas genéticos en los especímenes vegetales.
- Centro de apoyo a la educación formal, desarrollando y manteniendo colecciones de plantas, organizadas y documentadas para la implementación de estrategias interpretativas, de conservación e investigación.
- Actividades docentes, es uno de los objetivos del Jardín Botánico el de capacitar a la comunidad en general y ofrecer propuestas encaminadas desde la perspectiva del desarrollo sustentable para la conservación de los recursos.